# 栄進堂
株式会社栄進堂（えいしんどう）は、大阪府大阪市中央区に本社を置く会社。1967年5月設立。現在は競走馬の所有を本業とするが、かつては鉄道模型やその関連のジオラマ（「Tゲージシリーズ」）の製造・販売もしていた。

## 概要
2006年7月の東京おもちゃショーで、軌間3ミリメートルのミニ鉄道模型Tゲージシリーズを発表して注目を集めた。同シリーズは2008年から市販が開始され、2011年5月当時では量産化されている鉄道模型では世界最小であった。2010年夏に香港の鉄道模型メーカーにTゲージの販売権を売却し、鉄道模型業からは4年で撤退した。その後、競走馬の所有を事業の主力としている。
鉄道模型製造販売の際は、玩具メーカーのバンダイとも取引をしていた。

## 代表者
1. 平井 豊光（ひらい とよみつ、1936年[2] - 2013年3月2日[4]）- 創業者。死去時点では代表取締役会長を務めていた[4]。
2. 平井 宏承（ひらい ひろつぐ）- 豊光の長男。2010年時点で代表取締役社長を務めていた[5]。馬主登録上の栄進堂の代表者であるが、地方競馬では現在も個人名義で馬主登録している[注 1]。
3. 平井 克彦（ひらい かつひこ、1969年1月11日[1] - ）- 豊光の次男。現代表取締役社長[1]。馬主としては、父の没後に所有馬などを引き継ぐ形で登録されており、勝負服色は豊光と同じく赤、黒縦縞、黒袖を用いる。

## 馬主活動

栄進堂の勝負服

日本中央競馬会の馬主としても知られる。勝負服の柄は赤、黒縦縞、黒袖黄一本輪。冠名は父の平井豊光、および宏承の弟で、同社代表取締役社長の平井克彦所有馬と区別するため「エーシン」を用いていたが、2011年産馬から「エイシン」の冠名で登録されている。冠名の英語表記は「A Shin」である。
2009年夏に、平井宏承名義から株式会社栄進堂に当時の所有馬の所有権を移転した。地方競馬に移籍した馬については、地方競馬全国協会（NAR）の馬主資格も持っていた豊光、もしくは克彦名義に変更されることが多かったが、現在は宏承もNARの馬主資格を取得している。また、同社監査役で豊光の弟の平井泰男も馬主である。

### 来歴
- 2002年 - エースインザレースが兵庫ジュニアグランプリを勝利し、重賞初制覇。
- 2009年 - 7月19日から7月25日の間に、所有馬の名義を平井宏承から栄進堂名義に変更。
- 2010年 - エーシンフォワードがマイルチャンピオンシップを勝利し、GI級競走初制覇。
- 2013年 - 1月6日の第1回京都競馬2日目において、JRA史上初となる同一馬主4連勝および2004年8月14日札幌競馬のサンデーレーシングと並ぶタイ記録となる同一競馬場5勝を達成。（5Rエーシンハクリュー、6Rエーシンレンジャー、7Rエーシングリズリー、8Rエーシングングン、11R[注 3]エーシントップ）

## 主な所有馬
平井豊光の所有馬については、同項目の主な所有馬を参照。

### GI級競走優勝馬
- エーシンフォワード（2010年阪急杯[6]、2010年マイルチャンピオンシップ[7]）
- エイシンヒカリ（2015年エプソムカップ、毎日王冠、香港カップ[8]、イスパーン賞）

### 重賞競走優勝馬
- エーシンディーエス（2009年京都ジャンプステークス[9]、2010年京都ハイジャンプ[10]）
- エーシンホワイティ（2010年ファルコンステークス[11]、2014年新潟ジャンプステークス[12]）
- エーシンブラン（2011年兵庫チャンピオンシップ[13]）
- エーシンヴァーゴウ（2011年アイビスサマーダッシュ[14]、セントウルステークス[15]）
- エイシンオスマン（2011年ニュージーランドトロフィー）
- エーシンジーライン（2012年小倉大賞典[16]）
- エーシントップ（2012年京王杯2歳ステークス[17]、2013年シンザン記念[18]、ニュージーランドトロフィー[19]）
- エーシンメンフィス（2012年愛知杯[20]）
- エーシンモアオバー（2012年名古屋グランプリ[21]、2013年白山大賞典、2014年名古屋グランプリ[22]、白山大賞典）
- エーシンウェズン（2013年サマーチャンピオン[23]）
- エーシンビートロン（2014年サマーチャンピオン[24]）
- エイシンブルズアイ（2016年オーシャンステークス）
- エイシンクリック（2022年阪神スプリングジャンプ）
- エイシンワンド（2024年小倉2歳ステークス）
- エイシンフェンサー（2025年シルクロードステークス）
- エイシンディード（2025年函館2歳ステークス）

### 平井宏承名義の所有馬
- エースインザレース（兵庫ジュニアグランプリ[5][25]）
- エイシンニシパ（2016年MRO金賞、岐阜金賞、2017年新春賞、名港盃、姫山菊花賞、2018年はがくれ大賞典、2019年新春賞、はがくれ大賞典、兵庫大賞典、2020年新春賞、姫山菊花賞、2021年新春賞、はがくれ大賞典、2022年新春賞、はがくれ大賞典）

### 平井克彦名義の所有馬
- エイシンフラッシュ（2009年エリカ賞、2010年京成杯、2010年東京優駿、2012年天皇賞（秋）、2013年毎日王冠）[注 4]
- エーシンクリアー（2013年岐阜金賞、2014年はがくれ大賞典、2015年はがくれ大賞典、姫山菊花賞、2016年兵庫大賞典、イヌワシ賞）
- エーシンサルサ（2014年読売レディス杯、兵庫サマークイーン賞、摂津盃、2015年兵庫サマークイーン賞、兵庫クイーンカップ、園田金盃）
- エイシンブルズアイ[注 5]
- エイシンヴァラー（2018年黒船賞）
- エイシンスパルタン（2018年金沢スプリントカップ）[注 6]
- エイシンバランサー（2018年サマーカップ、笠松グランプリ、サマーチャンピオン）[注 7]
- エイシンエンジョイ（2019年サマーカップ、園田チャレンジカップ、2020年白銀争覇、園田FCスプリント、兵庫ゴールドカップ、笠松グランプリ）
- エイシンセラード（2020年兵庫サマークイーン賞）
- エイシンビッグボス（2021年園田オータムトロフィー）
- エイシンデジタル（2021年摂津盃）